# Дециметар
Дециметар (симбол dm) јединица је мере у метарском систему, десети део метра, 10 центиметара.
Такође, један литар је дефинисан као кубни дециметар.